# Copa de Andalucía de fútbol sénior
La Copa de Andalucía Sénior, también conocida como Copa de Andalucía,  es una competición desarrollada por la Federación Andaluza de Fútbol, en la que compiten los cuatro primeros equipos clasificados de los dos grupos de la División de Honor Andaluza en la temporada anterior. El campeón juega la previa interterritorial de la Copa del Rey, teniendo la posibilidad también de disputarla el finalista en el caso de que hubiese una vacante vacía.

## Historia
La creación de la competición se decide en el verano de 2019, para su puesta en marcha como competición de pretemporada para la siguiente, la 2020/21. La misma es disputada por 8 equipos de División de Honor, el campeón de la misma se clasifica para la Copa del Rey, teniendo la posibilidad el subcampeón de clasificarse también en caso de vacante.
Para la temporada 2021/22, se crean las Copas Provinciales, que las disputarán los 8 primeros de cada grupo de Primera Andaluza excepto filiales y los que hayan ascendido a División de Honor. Los campeones de cada copa provincial se enfrentarán entre sí en dos secciones: una Occidental (Sevilla, Cádiz, Huelva y Córdoba) y otra Oriental (Almería, Granada Jaén y Málaga); los finalistas de sección jugarán la Copa de Andalucía para la temporada 2022/23.

## Sistema de competición
La copa la disputan los cuatro primero de cada grupo de División de Honor, excepto los que hayan ascendido a Tercera. Se cruzan el primero y el cuarto; y el segundo y el tercero de cada grupo. Los vencedores diputan una final a cuatro en campo netural con semifinales y final. En la primera edición, debido a las restricciones por las restricciones por la Covid-19, los 8 equipos jugaron en una sede única bajo el formato de cuartos de final, semifinales y final.
Para la temporada 2022/23 se reestructura la competición. Se juegan los octavos de final entre los cuatro mejores de las Copas Provinciales de la temporada 2021/22, que jugarán contra los peores clasificados de División de Honor a partido único. Los campeones y subcampeones de DH o los mejores clasificados, se incorporan en cuartos de final, que se disputan a ida y vuelta. Las semifinales y final se disputarán en una fase final en un campo neutral.
Para la temporada 2023/24, las semifinales y final se juega a doble partido en el campo de cada equipo.

## Finales disputadas
| Temporada | Campeón                          | Resultados         | Subcampeón              | Sede Final                                                                                                |
| --------- | -------------------------------- | ------------------ | ----------------------- | --- |
| 2020-21   | Club Deportivo Rincón            | 1 - 1 (6 - 5 pen.) | Unión Deportiva Tomares | Estadio municipal, Marbella, Málaga                                                                       |
| 2021-22   | Atarfe Industrial Club de Fútbol | 0 - 0 (15-14 pen.) | Club Atlético Espeleño  | Estadio municipal, Marbella, Málaga                                                                       |
| 2022-23   | Montilla C. F.                   | 2 - 1              | Club Deportivo Rincón   | Estadio Antonio Márquez de Alarcón, Mijas, Málaga                                                         |
| 2023-24   | C. P. Mijas-Las Lagunas          | 1 - 0, 4 - 2       | Chiclana C. F.          | Campo municipal de deportes de Chiclana, Chiclana, Cádiz / Estadio Juan Gambero Culebra, Mijas, Málaga    |
| 2024-25   | Chiclana C. F.                   | 3 - 0, 0 - 1       | U. D. San Pedro         | Campo municipal de deportes de Chiclana, Chiclana, Cádiz / Estadio municipal, San Pedro Alcántara, Málaga |

## Palmarés
| Equipo                           | Títulos | Último campeonato | Subcampeonatos | Último subcampeonato |
| -------------------------------- | ------- | ----------------- | -------------- | -------------------- |
| Club Deportivo Rincón            | 1       | 2020-21           | 1              | 2022-23              |
| Chiclana Club de Fútbol          | 1       | 2024-25           | 1              | 2022-23              |
| Montilla Club de Fútbol          | 1       | 2022-23           | 0              | -                    |
| Atarfe Industrial Club de Fútbol | 1       | 2021-22           | 0              | -                    |
| C. P. Mijas-Las Lagunas          | 1       | 2022-23           | 0              | -                    |
| Unión Deportiva Tomares          | 0       | -                 | 1              | 2020-21              |
| Club Atlético Espeleño           | 0       | -                 | 1              | 2021-22              |
| Unión Deportiva San Pedro        | 0       | -                 | 1              | 2024-25              |